# Kanał Zero
Kanał Zero – kanał internetowy na platformie YouTube o tematyce ogólnej, założony 24 października 2023 przez Krzysztofa Stanowskiego i działający od 1 lutego 2024. Kanał zebrał ponad 2 miliony subskrybentów, oraz ponad miliard wyświetleń zamieszczonych tam materiałów i widnieje w rejestrze KRRiT programów telewizyjnych rozpowszechnianych wyłącznie w systemie teleinformatycznym.

## Historia
Kanał Zero został założony 24 października 2023 na platformie YouTube. 7 listopada 2023 Krzysztof Stanowski oficjalnie ogłosił rozpoczęcie projektu, a 14 listopada opublikował pierwszy film, w którym przedstawił formułę kanału.
Wraz ze Stanowskim z Kanału Sportowego do Kanału Zero przeszli m.in. Robert Mazurek, Przemysław Rudzki i Maciej Dąbrowski. W styczniu 2024 informowano o tworzeniu zespołu Kanału Zero, do którego weszli eksperci z różnych dziedzin, wśród nich byli m.in. fizyk Tomasz Rożek, profesor prawa Marcin Matczak czy generał Rajmund Andrzejczak. Do ekipy dołączyły również osoby wcześniej związane z telewizją: Marcin Meller (TVN) i Izabella Krzan (TVP).
1 lutego 2024 o godz. 20.00 odbyła się transmisja na żywo, która była oficjalnym otwarciem kanału. Prowadzącymi programu byli Krzysztof Stanowski i Przemysław Rudzki. Następnego dnia ruszył program Godzina Zero, którego pierwszym gościem został prezydent RP Andrzej Duda.
Od 16 września do 29 listopada 2024 szefem redakcji kanału był Piotr Mieśnik.
16 stycznia 2025, Kanał nadał na żywo wywiad Stanowskiego z Januszem Walusiem, mordercy Chrisa Haniego. W związku z tą audycją, do KRRiT wpłynęło 770 skarg. Fundacja Basta złożyła zawiadomienie do prokuratury o podejrzeniu popełnienia przestępstw nawoływania i pochwalania przemocy, oraz znieważenia z powodów rasowych.
W czasie kampanii do wyborów prezydenckich w 2025 roku, Stanowski, sam startujący, przeprowadził wywiady ze wszystkimi kandydatami w ramach cyklu Godzina Zero (wywiad z samym Stanowskim przeprowadził Bogdan Rymanowski). Michał Piedziuk z Polityki Insight odnotował małą konfrontacyjność i długie, trwające 2-3 godziny rozmowy. Wywiad z Karolem Nawrockim ponownie nadała Telewizja Republika. Wywiad z Maciejem Maciakiem zakończył się po kilku minutach, kiedy Stanowski opuścił studio, wydając później oświadczenie: "Kiedy jednak dziś okazało się po pierwszych dwóch pytaniach, że mój gość dalej ma ochotę wykorzystywać mój kanał do szerzenia ruskiej propagandy, nie miałem zamiaru tego ciągnąć". Wywiad z Rafałem Trzaskowskim został przeprowadzony w jego mieszkaniu (typowo odbywają się w studiu Kanału), i nadany również na jego własnym kanale na YouTube.

## Programy
Poniższa lista przedstawia cykle programowe, które znalazły się w ramówce Kanału Zero.

- 0:0 – magazyn piłkarski
- 7:00 – magazyn poranny
- Amerykańskie Zero
- Biznesowe Zero
- Bitwy-Kampanie-Wojny
- Commentary
- CPK - Centralny Program Komunikacyjny
- Debata
- Dokumenty Zero
- Drogowe Zero
- Dziennikarskie Zero
- Dziennik Narodowy
- Dietetyczne Zero
- Gatunek Zero
- Godzina Zero
- Gospodarcze Zero
- Ground Zero
- Kryminalne Zero
- Lewe Skrzydło
- Mazurek & Stanowski
- Militarne Zero
- Naukowe Zero
- Niepoprawnik
- Noc Futbolu
- Prezydenckie Zero (podczas wyborów na urząd prezydenta RP)
- Psychologiczne Zero
- Świat od Zera
- Technologiczne Zero
- Widziałam
- Zero Absolutne
- Zero Kompleksów
- Zero Kultury
- Zero Presji
- Zero Ściemy
- Zero Uzależnień
- Zero Znieczulenia
- 022 (zakończony)
- Godzina Euro (podczas Euro 2024)
- Nic Się Nie Stało (podczas Euro 2024)
- Podsumowanie Tygodnia (zakończony)
- Rynkowe Zero (Wyemitowano tylko jeden odcinek)
- Trzecie Śniadanie (zakończony)
- Zero Ekranowe (zakończony)
- Zero Kompetencji (zakończony)
- Zero na Salonach (zakończony)

## Zespół
Lista osób związanych z Kanałem Zero:

- Krzysztof Stanowski – prowadzący
- Andrzej Borcz – ekonomia
- Andrzej Twarowski – sport
- Wojciech Kowalczyk – sport
- Przemysław Rudzki – sport
- Dariusz Szpakowski – sport
- Bogusław Leśnodorski – prawo
- Marcin Matczak – prawo
- Dariusz Dziektarz – przyroda
- Jacek „Tede” Graniecki – rozrywka
- Maciej Dąbrowski – rozrywka
- Kacper Ruciński – rozrywka
- Czarek Sikora – rozrywka
- Marcin „WuWunio” Sprusiński – rozrywka
- Jakub Kosikowski – medycyna
- Robert Gwiazdowski – gospodarka
- Robert Mazurek – polityka
- Jarosław Wolski – militaria
- Rajmund Andrzejczak – geopolityka, militaria
- Sławomir Dębski – geopolityka, militaria
- Tomasz Rożek – nauka
- Arleta Bojke – informacje ze świata, publicystyka
- Maria Wiernikowska – relacje i korespondencja wojenna z konfliktu zbrojnego w Izraelu i Strefie Gazy; reportaże
- Maria Stepan – publicystyka
- Maciej Wilk – transport, infrastruktura
- Łukasz Kaca – nauka o umyśle człowieka
- Szczepan Twardoch – publicystyka
- Dawid Chęć – publicystyka
- Joanna Pinkwart – publicystyka
- Jakub Dymek – publicystyka
- Paulina Danielak – psychologia
- Tomasz Kammel – ciekawostki odnośnie do celebrytów, gwiazd kina i muzyki
- Tomasz Wolny – rozrywka
- Łukasz Zboralski – tematyka BRD
- Andrzej Nowak – historia
- Michał Koterski – profilaktyka uzależnień
- Renata Kuryłowicz – kryminalistyka i kryminologia
- Jan Rokita – polityka
- Hubert Kłoda - publicystyka